# Liste der Kulturdenkmale in Travenhorst
In der Liste der Kulturdenkmale in Travenhorst sind alle Kulturdenkmale der schleswig-holsteinischen Gemeinde Travenhorst (Kreis Segeberg) und ihrer Ortsteile aufgelistet (Stand: 10. März 2025).

## Legende
In den Spalten befinden sich folgende Informationen:
- Objekt-ID: die Nummer des Kulturdenkmales
- Lage: die Adresse des Kulturdenkmales und die geographischen Koordinaten. Kartenansicht, um Koordinaten zu setzen. In der Kartenansicht sind Kulturdenkmale ohne Koordinaten mit einem roten Marker dargestellt und können in der Karte gesetzt werden. Kulturdenkmale ohne Bild sind mit einem blauen Marker gekennzeichnet, Kulturdenkmale mit Bild mit einem grünen Marker.
- Offizielle Bezeichnung: Bezeichnung des Kulturdenkmales
- Beschreibung: die Beschreibung des Kulturdenkmales
- Bild: ein Bild des Kulturdenkmales

## Bauliche Anlagen
| Objekt-ID      | Lage                                       | Offizielle Bezeichnung     | Beschreibung | Bild |
| -------------- | ------------------------------------------ | -------------------------- | --- | ---- |
| 9534           | Steenkrütz 6 (54° 0′ 49″ N, 10° 28′ 48″ O) | Schwarze Kate              | sog. Schwarze Kate; um 1700; kleiner, eingeschossiger Fachwerkbau in Giebellage mit hohem, reetgedecktem Walmdach - Begründung: geschichtlich, Kulturlandschaft prägend - Schutzumfang: gesamtes Objekt - Denkmaltyp: Bauliche Anlage | BW   |
| 12903 Wikidata | Travenort (54° 0′ 35″ N, 10° 27′ 48″ O)    | Herrenhaus                 | Alteintragung (Aktualisierung vorgesehen) - Begründung: Alteintragung (Aktualisierung vorgesehen) - Schutzumfang: Alteintragung (Aktualisierung vorgesehen) - Denkmaltyp: Bauliche Anlage                                             | BW   |
| 12904 Wikidata | Travenort (54° 0′ 34″ N, 10° 27′ 41″ O)    | Gedenktempel               | Alteintragung (Aktualisierung vorgesehen) - Begründung: Alteintragung (Aktualisierung vorgesehen) - Schutzumfang: Alteintragung (Aktualisierung vorgesehen) - Denkmaltyp: Bauliche Anlage                                             | BW   |
| 12906 Wikidata | Travenort (54° 0′ 38″ N, 10° 27′ 43″ O)    | Torhaus                    | Alteintragung (Aktualisierung vorgesehen) - Begründung: Alteintragung (Aktualisierung vorgesehen) - Schutzumfang: Alteintragung (Aktualisierung vorgesehen) - Denkmaltyp: Bauliche Anlage                                             | BW   |
| 12907 Wikidata | Travenort (54° 0′ 37″ N, 10° 27′ 45″ O)    | ehem. Kuhhaus              | Alteintragung (Aktualisierung vorgesehen) - Begründung: Alteintragung (Aktualisierung vorgesehen) - Schutzumfang: Alteintragung (Aktualisierung vorgesehen) - Denkmaltyp: Bauliche Anlage                                             | BW   |
| 12908 Wikidata | Travenort (54° 0′ 36″ N, 10° 27′ 44″ O)    | Kornspeicher               | Alteintragung (Aktualisierung vorgesehen) - Begründung: Alteintragung (Aktualisierung vorgesehen) - Schutzumfang: Alteintragung (Aktualisierung vorgesehen) - Denkmaltyp: Bauliche Anlage                                             | BW   |
| 12909 Wikidata | Travenort (54° 0′ 36″ N, 10° 27′ 49″ O)    | Wohn- und Stallgebäude     | Alteintragung (Aktualisierung vorgesehen) - Begründung: Alteintragung (Aktualisierung vorgesehen) - Schutzumfang: Alteintragung (Aktualisierung vorgesehen) - Denkmaltyp: Bauliche Anlage                                             | BW   |
| 21741 Wikidata | Travenort (54° 0′ 34″ N, 10° 27′ 41″ O)    | Marmorskulptur „Trauernde“ | Alteintragung (Aktualisierung vorgesehen) - Begründung: Alteintragung (Aktualisierung vorgesehen) - Schutzumfang: Alteintragung (Aktualisierung vorgesehen) - Denkmaltyp: Bauliche Anlage                                             | BW   |

## Gründenkmale
| Objekt-ID      | Lage                                    | Offizielle Bezeichnung | Beschreibung | Bild |
| -------------- | --------------------------------------- | ---------------------- | --- | ---- |
| 12330 Wikidata | Travenort (54° 0′ 32″ N, 10° 27′ 47″ O) | Landschaftspark        | Alteintragung (Aktualisierung vorgesehen) - Begründung: geschichtlich, Kulturlandschaft prägend - Schutzumfang: Alteintragung (Aktualisierung vorgesehen) - Denkmaltyp: Bauliche Anlage | BW   |

## Quelle
- Liste der Kulturdenkmale in Schleswig-Holstein – Kreis Segeberg

- Karte mit allen Koordinaten:
- OSM |
- WikiMap